# Wies
Wies é um município da Áustria, situado no distrito de Deutschlandsberg, no estado da Estíria. Tem 76,57 km² de área e sua população em 2019 foi estimada em 4.380 habitantes.